# Willy Heller
Willy Heller (* 23. August 1900 in Frankfurt am Main; † 24. Juli 1981) war ein deutscher Politiker (CDU). Er war von 1946 bis 1950 Abgeordneter des Brandenburger Landtages. Er flüchtete 1952 in die Bundesrepublik Deutschland.

## Leben
Heller, von Beruf Fernmeldeingenieur, war 1919 Mitgründer des Windthorstbundes in Frankfurt am Main und trat im selben Jahr in den Christlichen Metallarbeiterverband ein. Er war Geschäftsführer des Volksvereins für das katholische Deutschland in Cottbus.
Nach dem Zweiten Weltkrieg wurde er 1945 Mitglied der Christlich-Demokratischen Union Deutschlands (CDU). Er wurde in Cottbus als Leiter des Amtes für Handel und Versorgung eingesetzt und war von 1946 bis 1950 Stadtverordneter in Cottbus. Gleichzeitig war er von 1946 bis März 1950 Vorsitzender des CDU-Kreisverbandes Cottbus. Von April 1946 (1. Landesparteitag) bis Mai 1947 war er Stellvertretender Vorsitzender, dann bis Mai 1948 Mitglied des CDU-Landesvorstandes Brandenburg. Von Oktober 1946 bis März 1950 gehörte er als Mitglied der CDU-Fraktion dem Brandenburger Landtag an. Ab 1948 fungierte er als Vorsitzender der CDU-Fraktion (Nachfolger des zum Vizepräsidenten gewählten Gerhard Schütze). Von 1948 bis 1950 leitete er als Ministerialdirektor die Hauptabteilung Verkehr im Ministerium für Wirtschaftsplanung bzw. Wirtschaft in Brandenburg.
Im März 1952 flüchtete er in die Bundesrepublik Deutschland, traf in Essen jedoch auf gewachsene Strukturen und wurde vom dortigen CDU-Vorstand als Eindringling abgelehnt. Auf dem 2. Parteitag der Exil-CDU im Oktober 1951 in Königswinter wurde er zum Sprecher des Landesverbandes Brandenburg gewählt und gehörte damit dem neugewählten Hauptvorstand an. Dem Hauptvorstand der Exil-CDU gehörte er bis 1977 an. Außerdem war er Vorsitzender der DAG Essen.